# Nina Briand
Nina Briand fue una actriz argentina. Inició su carrera cinematográfica en 1953 en Ellos nos hicieron así, de Mario Soffici. Participó en cuatro películas en la década de 1950 y en cada una interpretó personajes juveniles. Figuró en algunas películas como Nina Brian. En 1958 realizó su última intervención cinematográfica en Rosaura a las diez, de Mario Soffici. Su papel más recordado fue en El grito sagrado.

## Filmografía
- Rosaura a las diez (1958)
- El grito sagrado (1954)
- La dama del mar (1954)
- Ellos nos hicieron así (1953)